# Drug War
Pour plus de détails, voir Fiche technique et Distribution.
Drug War (en chinois : 毒戰, Du zhan) est un film d'action hongkongais et chinois réalisé par Johnnie To et produit par Johnnie To et Wai Ka-fai sorti en 2013.

## Synopsis
Fabriquer juste 50 grammes d'amphétamines en Chine mène à la peine de mort, et Timmy Choi (Louis Koo) en a fabriqué des tonnes. Après un violent accident, il est mis en garde à vue par le capitaine Zhang (Sun Honglei) et il a une seule chance d'éviter l'exécution : devenir un informateur et aider clandestinement l'équipe de Zhang à faire tomber le puissant cartel pour lequel il travaillait. L'action du  film se déroule sur  72 heures. Alors que les situations deviennent rapidement incontrôlables, la frontière entre le devoir et l'insouciance s'estompe et on ne sait plus  qui entre les policiers et les criminels domine les situations.

## Fiche technique
Titre original : 毒戰, Du zhan
Réalisation :  Johnnie To
Scénario : Wai Ka-Fai, Yau Nai Hoi,  Ryker Chan, Yu Xi 
Producteur :  Johnnie To, Wai Ka-Fai 
Producteur exécutif : Liu Yanming, Gu Guoquin, Yan Xiaoming 
Chef de production : Jackson Ha
Sociétés de production : A Milkyway Image (HK) Limited production 
Musique : Xavier Jamaux
Photographie : Cheng Siu Keung (H.K.S.C.) 
Montage : Allen Leung, David Richardson 
Décors : Horace Ma 
Costumes : Boey Wong 
Pays de production :  Hong Kong
Lieu de tournage :  Tianjin
Langue : chinois 
Format : Couleurs - 2,35:1 Cinémascope - Mono - 35 mm 
Genre : Action
Durée : 105 minutes 
Format : DCP/Blu-ray – 2.35 Scope – Colo 
Date de sortie :  26 juillet 2013 (New York), 2 août 2013 (Los Angeles)- Inédit en salles en France : sortie   directement en DVD et Blu-ray, édité par Metropolitan, deux ans après sa réalisation en France et le 15 octobre 2013 aux États-Unis.

## Distribution

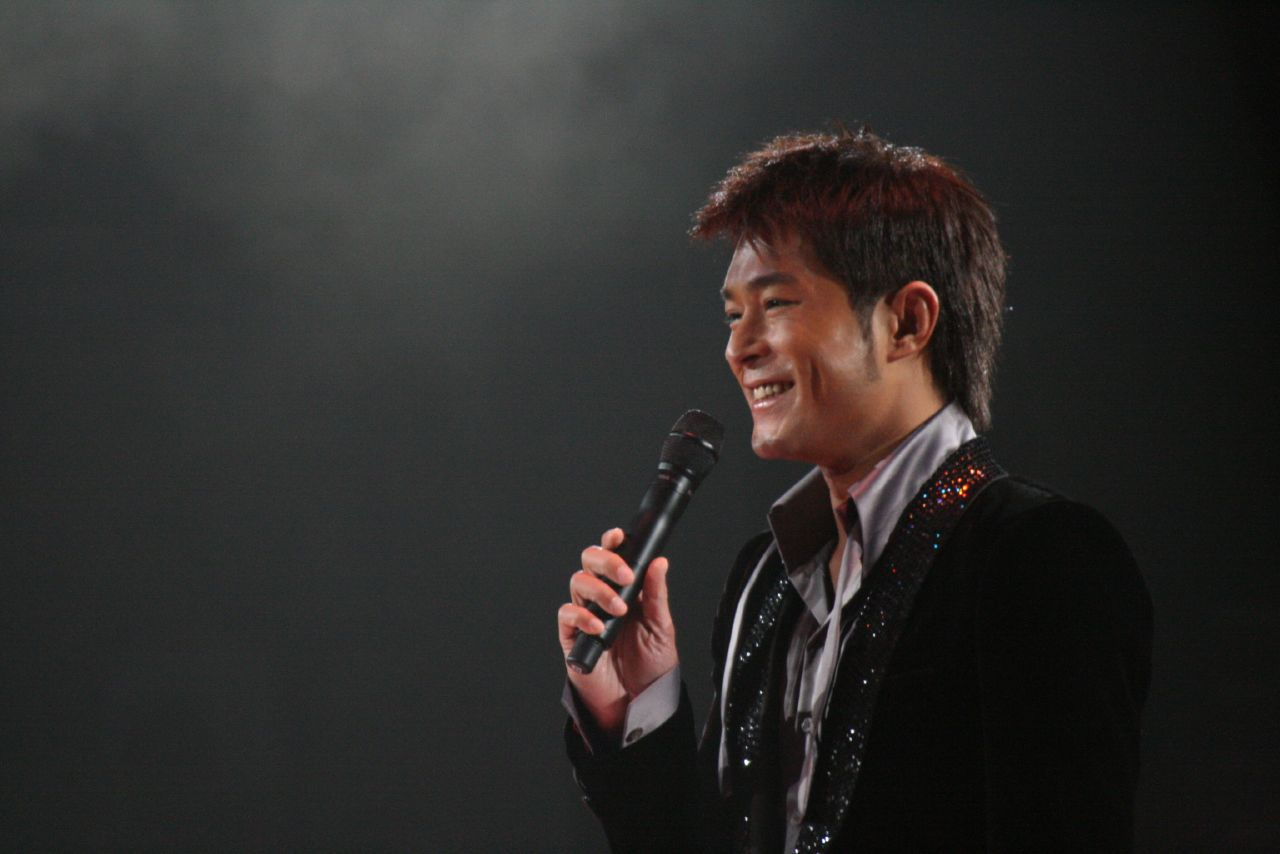
Louis Koo, interprète de Choi Tin-ming / Timmy Choi

- Louis Koo : Choi Tin-ming / Timmy Choi
- Sun Honglei : Captain Zhang Lei
- Crystal Huang : Yang Xiaobei
- Wallace Chung : Guo Weijun
- Gao Yunxiang : Xu Guoxiang
- Li Guangjie : Chen Shixiong
- Guo Tao : Senior Dumb
- Li Jing : Junior Dumb
- Lo Hoi-pang : Birdie
- Eddie Cheung : Su
- Gordon Lam : East Lee
- Michelle Ye : Sal
- Lam Suet : Fatso

## Distinctions
Présenté en première mondiale au festival de Rome le 15 novembre 2012, Drug War a été doublement projeté en mars 2013 durant l'Entertainment Expo Hong Kong (à la fois au festival HKIFF et au marché du film FILMART). Il a obtenu le Grand Prix du Festival International du Film Policier de Beaune. 
Le film a été particulièrement remarqué lors du festival de San Diego dans le cadre du festival du film asiatique.  
Le film est sorti le 2 avril 2013 en Chine et a rapporté  13,070,000 dollars pour la première semaine, atteignant la troisième position au box-office chinois derrière The Chef, the Actor, the Scoundrel dirigé par Hu Guan et Finding Mr Right dirigé par Xue Xiaolu. Le film a rapporté un total de  23 180 000 dollars en Chine. Le film est sorti le 18 avril 2013 à Hong Kong et le montant des recettes est de  639 155 dollars. 
Au septième récompense des films asiatiques, Drug War a été sélectionné dans la catégorie du meilleur film, du meilleur scénariste et du meilleur montage. 
En 2014, il a été annoncé qu'un remake  sud-coréen est envisagé. 

### Récompenses
- Festival international du film policier de Beaune 2013 : grand prix
- San Diego Film Critics Society Awards 2013 : meilleur film en langue étrangère

### Nominations et sélections
- Festival du film de Los Angeles 2013

## Autour du film
Avant l'écriture du script, To et Wai ont fait des recherches importantes. Ils ont rencontré des douzaines d'officiers de la police du territoire, des plus haut placés aux nouvelles recrues et ont recueilli des douzaines d'histoires. À la fin, plusieurs histoires ont été écartées car elles déclenchaient trop de controverses et il serait inévitable qu'elles seraient refusées par le Bureau de la Censure, d'autres ont été mises de côté car elles étaient jugées trop excentriques (les réalisateurs pensaient que le public ne  pourrait pas les croire).
Ils se sont mis d'accord sur une histoire liée à la brigade des stupéfiants. La Chine fait face actuellement à un problème particulier avec les drogues et les chiffres démontrent que cela n'est pas liée à la démographie. Dans une province, ce problème peut toucher des jeunes pauvres ruraux qui ont récemment emménagé  dans des aires urbaines ou des adultes nouveaux riches imitant la culture occidentale. Néanmoins, il est indiscutable que les effets secondaires des récentes années de croissance se sont traduits par une montée en flèche des drogues dures. 
Les métamphétamines (le crystal aussi nommé ice, shabu, et bingdu en Chine) sont un sujet particulièrement sensible en raison de la libre disponibilité d'ingrédients clés comme la pseudoéphédrine et l'éphédrine qui sont largement fabriquées en Chine. Le réalisateur a choisi de se servir de ce canevas pour son script. Ils espéraient passer à travers les fourches caudines de la censure car personne ne pourrait s'opposer à l'idée d'arrêter des dealers de drogue qui est la fin très morale du film. 
Au fur et à mesure que Johnnie To et Ka-Fai approfondissaient leurs recherches, ils ont été fascinés par la complexité des opérations menées que ce soit chez les policiers ou les chez les délinquants. D'un côté, ils ont ainsi pu prendre connaissance des dispositifs d’interventions de la police chinoise (interpellations musclées, infiltrations, filature) : la police est incroyablement bien équipée et bien financée et la plupart des policiers s'impliquent personnellement fortement dans la lutte contre la drogue, n'hésitant pas à travailler 18h à 20h par jour. 
D'un autre côté, ils ont découvert les méthodes de contournement de la loi par le milieu mafieux et ses codes (leurres, tests, planques, couverture des gros bonnets). Les trafiquants de drogue se sont constamment adaptés aux techniques de police, utilisant un mélange d'équipement high-tech et des solutions extrêmement ingénieuses, pragmatiques laissant la police aux abois.
Le réalisateur a été particulièrement frappé par le niveau de violence. En dépit d'un contrôle des armes très strict en Chine, dans des aires où le trafic de drogue est actif, les fusillades sont courantes. Dans la province de Yunnan, environ deux cents policiers ont été tués dans des fusillades liées à la drogue aux cours des dernières années. L'une des raisons avancées pour expliquer cette situation, est la politique zéro-tolérance que ce soit dans la possession ou dans le trafic de drogue : la fabrication de juste 50 grammes de méthamphétamine est passible de la peine de mort. À Hong Kong, où la peine de mort a été abolie en 1993, le même délit entraînera une peine de prison de courte durée. Sachant qu'ils n'ont rien à perdre, les grands barons de la drogue aux simples trafiquants, deviennent souvent agressifs, avec de fréquentes fusillades avec la police qui se déploie dans toutes les rues. 
Certaines histoires entendues de la part des officiers de la brigade des stups faisaient état de l'utilisation de trafiquants sourds/muets (dans le film, une unité d’élite censée cueillir à froid une bande de malfrats, tous sourds et muets se fait surprendre par ces derniers armés et organisés magistralement pour se défendre).
Le  test des officiers infiltrés les forçant à consommer de grandes quantités de drogues et les explications détaillées sur la manière dont se déroulait le parcours de la contrebande des usines aux trafiquants se sont révélés être aussi des points phares dans le script final. 
Le laboratoire de métamphétamines a été construit sous l'autorité d'un professeur d'université, et montre précisément le processus de fabrication de métamphétamine. Le laboratoire est un endroit qui doit pouvoir  rapidement se démonter et se ranger dans un camion en cas d'alerte d'arrivée des policiers. 
Pendant longtemps, la mégastar de Hong Kong Louis Koo a été envisagée  dans le rôle de Timmy Choi, un important fabricant et la star chinoise  Sun Honglei  dans le rôle de Zhang, le capitaine de police dévoué. 
Plusieurs films de Johnnie To présentaient souvent les Chinois qui venaient à Hong Kong comme ceux qui étaient à l'origine des troubles. Johnnie To et  Ka-Fei se sont particulièrement réjouis de renverser les rôles à travers ce film. Dans Drug War, les criminels sont joués par des acteurs hongkongais, tandis que les gentils sont en grande majorité interprétés par des acteurs chinois. 
Les acteurs ont suivi une intense préparation. L'entraînement de Sun Honglei a été si poussé qu'il aurait pu rejoindre le département de la police en suivant les missions actuelles. « J'étais dans la brigade anti-drogue de Yunnan. J'ai mis ma vie entre leurs mains et j'ai participé à des missions qui auraient pu mettre en danger ma vie. Une fois, un indicateur nous a informé que les trafiquants de drogue chez qui nous avions l'intention de faire une descente étaient armés de grenades et de mitrailleurs. J'ai décidé de me porter volontaire pour suivre la mission. Sur le moment, je n'avais pas peur mais maintenant que je peux réfléchir à la situation, cela me donne rétrospectivement des frayeurs. » a précisé Sun Honglei.

### Censure en Chine
Johnnie To et Ka-Fai ont décidé de réaliser un thriller qui se situe sur le continent. Un débat important a eu lieu pour envisager le poids de la censure qui est incroyablement stricte sur le continent. Sur 500 films produits sur le continent chaque année, seulement deux ou trois sont des thrillers. 
Les  réalisateurs espéraient que le film échapperait aux fourches caudines de la censure. Johnnie To n'a pas retiré les scènes de coups de poing, imposant sa marque de fabrique (satire politique et humour noir) pendant tout le film y compris durant la scène de l'interrogatoire où un panneau d'instruction sur lequel est écrit « Pas de tortures pour les suspects pour obtenir des confessions » est partiellement caché par un officier de police et devient  « tortures pour les suspects pour obtenir des confessions ». 
Le film a été soumis au Bureau de Censure. Le cinéaste joue avec l’harmonisation locale — la censure — qui préfère les productions historiques aux projets contemporains, à limiter la violence et les sujets potentiellement tabous à l’exemple de la drogue.   En effet, la sévère censure chinoise  interdit strictement qu’on évoque au cinéma l’existence du trafic de drogue dans le pays. Pourtant, le film se permet de montrer la consommation de substances illicites, de faire apparaître au détour d’une scène l’humanité et la fragilité d’un trafiquant où l’émotion côtoie temporairement le malaise. À côté de la drogue, le prestige de la police se trouve égratigné, car malgré l’uniforme, les policiers restent des hommes tombant sous les pluies de balles. Johnnie To a réalisé plusieurs heures de tournage sur des sujets qui auraient pu être utilisées en remplacement. Il était osé de montrer des criminels chinois  dans l'utopie communiste mais il n'est jamais question de corruption et les malfaiteurs sont comme il se doit, punis, la morale reste donc sauve. 
Il est vrai que le Bureau de la Censure aurait eu des difficultés à couper ou modifier une scène ou l'écriture du complot sans mettre en danger la signification du reste du film. En effet, l'histoire comportait des scènes trop imbriquées les unes aux autres et le rythme du film était trop rapide. Heureusement, le Bureau de la Censure a exigé le changement d'une seule scène. Dans la version originale, les membres survivants de l'équipe de Zhang assistaient à l'exécution de Timmy Choi ce qui est en réalité illégal en Chine. Le changement a été facile à effectuer sans endommager le scénario. Le producteur exécutif Liu Yanming a supposé que « peut-être que le gouvernement  croirait que le film nuirait au trafic de drogue en en montrant les conséquences, » facilitant ainsi sa diffusion même si  l’héroïne et la cocaïne circulent et se consomment abondamment  durant tout le film.
Johnnie To a tourné sur le continent : « La société est en train de changer et nous ne pouvons pas nous permettre de ne pas être au diapason de la société. Comment la Chine peut elle être considérée comme une superpuissance si aucun de ses crimes ne peut être révélé en dehors du continent ? »
« Un lent développement est meilleur qu'aucun développement. Je ne peux pas changer les conditions d'aujourd'hui mais j'essaie de m'adapter à celles-ci. Mon ambition est de réaliser un grand film. Peut être que cela serait impossible de réaliser plusieurs grands films dans sa vie mais j'ai toujours recherché les conditions qui me permettraient de le faire. Réaliser trois films commerciaux pour un grand film  est une bonne proportion. C'est important qu'il y ait toujours de grands films mais je ne dédaigne pas les bénéfices. Je veux que mes films soient populaires tout en restant fidèle à mes principes. » affirme Johnnie To.